# Michael Frontzeck
Michael Frontzeck (Mönchengladbach, 23 marzo 1964) è un allenatore di calcio ed ex calciatore tedesco, di ruolo difensore.

## Carriera

### Club
Frontzeck fece la trafila delle giovanili nella squadra del suo liceo, il Spvg Odenkirchen 05/07, per poi fare il suo esordio fra i professionisti nel 1982 con il Borussia Mönchengladbach dove rimase sino al 1989. In seguito passò allo Stoccarda con cui si laureò campione di Germania nel 1992, al Bochum, al SC Friburgo, in Inghilterra al Manchester City per poi chiudere la carriera di nuovo al Borussia. In totale ha collezionato 436 presenze in Bundesliga e 37 gol.

### Nazionale
Giocò fra il 1984 e il 1992 diciannove partite con la Germania Ovest/Germania, partecipando al campionato d'Europa 1992 dove ottenne un secondo posto finale.

### Allenatore
Subito dopo il suo ritiro dal calcio giocato rimase nel team tecnico del Borussia Monchengladbach, frequentando nel frattempo con successo il corso da allenatore. Rimase al Borussia fino al 2003, lasciando la squadra assieme all'esonerato Ewald Lienen.
Nel 2004 seguì Lienen sulla panchina dell'Hannover 96, ma anche stavolta l'esperienza fu breve. Nel 2005 i due furono esonerati.
Nel 2006-2007, dopo sole tre giornate di campionato fu chiamato come allenatore in prima sulla panchina dell'Alemannia Aachen per sostituire Dieter Hecking. Rimase sulla panchina fino al termine del campionato, prima di dimettersi il 19 maggio 2007 al termine della stagione.
Il 15 dicembre 2007 fu nominato allenatore dell'Arminia Bielefeld, che condusse alla salvezza. Non ha concluso l'annata successiva, essendo stato esonerato il 17 maggio 2009, a una giornata dal termine. L'Arminia è poi retrocessa.
Il 3 giugno 2009 viene ingaggiato, in veste di allenatore, dal Borussia Mönchengladbach.
Il 2 ottobre 2012 diventa il nuovo allenatore del St. Pauli squadra che milita nella seconda divisione tedesca. Frontzeck è chiamato per risollevare le sorti dei tedeschi, che si trovano sul fondo della classifica. Tuttavia il suo arrivo dà una scossa alla squadra che a fine stagione riesce a salvarsi. A sorpresa, però, Frontzeck decide di dimettersi e lascia la panchina del St. Pauli libera. Nell'aprile 2015 Frontzeck è chiamato a salvare l'Hannover 96, in quanto il suo predecessore (Tayfun Korkut) era stato licenziato dal club per il penultimo posto in classifica. Anche in questo caso, Frontzeck fa sì che l'Hannover rimanga in Bundesliga, traghettando la squadra al quartultimo posto. Il 21 dicembre 2015 si dimette dopo un inizio di stagione deludente lasciando la squadra al penultimo posto in campionato.

## Palmarès

### Giocatore
- Campionato tedesco: 1

Stoccarda: 1991-1992
- Supercoppa di Germania: 1

Stoccarda: 1992